# Can Feixes (Cabrera d'Anoia)
Can Feixes és una masia de Cabrera d'Anoia (Anoia) inclosa a l'Inventari del Patrimoni Arquitectònic de Catalunya.

## Descripció
És una construcció típica de mas català. La més antiga és de l'any 1768 com diu a la inscripció que hi ha sobre la llinda de la porta. La va fer construir en Benet Feixes i Miquel, successor de l'antic Mas de la Pineda, després d'haver traslladat, on és ara, l'església de Santa Eulàlia. Son fill hereu i successor Joseph Feixes i Mir, feu construir les cases anomenades carrer de Can Feixes, on abans s'hi aixecava la capella.
Després el nucli de la masia ca créixer i s'hi van afegir altres construccions adossades a la capella de Santa Eularia i a l'antic mas Feixes. Després de la guerra civil va ser restaurada, i una mostra d'aquesta restauració són els esgrafiats de la façana atribuïts a Ferran-Serra.
- Capella de santa Eulàlia: Una nau volta de canó. Conserva una representació de Sant Joan en enrajolat i un petit moble de fusta treballada que formaria part de l'antic altar barroc. Té algun nínxol lateral i un annexa a la part esquerra. La Santa Eulàlia és d'aquest segle, ben policromada.[1]